# La tienda
La tienda (en inglés: Needful Things) es una novela de horror escrita por Stephen King, la cual fue publicada originalmente en 1991.
Este libro es considerado por King como el final de una trilogía de historia, comenzada por su novela La mitad oscura, y seguida por un relato corto en Las cuatro después de la medianoche (El perro de la polaroid).

## Argumento
Una nueva tienda llamada "Cosas Necesarias" abre en el pueblo de Castle Rock, Maine, desatando la curiosidad de los ciudadanos. El propietario, Leland Gaunt, es un encantador señor mayor el cual parece que siempre tiene algún artículo en existencia que es perfectamente adecuado para cualquier cliente que entra a la tienda. 
Los precios son sorprendentemente bajos considerando la mercancía que este ofrece, tan raro como una tarjeta de béisbol de Sandy Koufax, una pantalla de vidrio de carnaval o una astilla que se cree que proviene del Arca de Noé. Sin embargo, Leland espera que cada cliente le juegue una pequeña broma a alguien más en Castle Rock después de su compra. Gaunt sabe acerca de los muy antiguos y privados rencores, argumentos y disputas entre varios habitantes del pueblo, y las bromas son sus medios para intensificarlos hasta que el pueblo queda envuelto dentro de la locura y la violencia.
El sheriff Alan Pangborn desconfía de Gaunt tan pronto como se muda. Sin embargo, la novia de Alan, Polly Chalmers, propietaria de la tienda de costura local, desestima sus sospechas y compra un amuleto antiguo que alivia la artritis de sus manos. Las tensiones crecen rápidamente después de que Nettie Cobb, el ama de llaves de Polly, y su enemiga Wilma Jerzyck se matan entre sí tras culparse mutuamente por las bromas que un niño llamado Brian Rusk hizo a Wilma y el alcohólico Hugh Priest a Nettie. Pronto se hace evidente que las bromas están hechas para exacerbar las rivalidades, resentimientos y molestias de los ciudadanos que hasta ese momento guardaban o habían olvidado. Gaunt finalmente contrata al delincuente John "Ace" Merrill como su asistente, proporcionándole cocaína de alta calidad e insinuando que hay un tesoro enterrado que podría aliviar la deuda que tiene con un par de traficantes de drogas. La primera tarea de Ace es recuperar cajas de pistolas, municiones y explosivos de un garaje en Boston; Gaunt pronto comienza a vender las pistolas a sus clientes para que puedan proteger su propiedad.
Finalmente se revela que durante siglos, Gaunt ha engañado a personas desprevenidas para que compren basura sin valor que mágicamente hace parecer algo que atesoran o desean, posteriormente los vuelven paranoicos acerca de mantener sus artículos a salvo que adquieran las armas que les ofrece y, eventualmente, pagan con sus almas. Aunque Ace sospecha del origen sobrenatural de su jefe, el miedo y las promesas de venganza contra Alan y la ciudad lo mantienen de su lado. Pronto, varios casos de violencia ocurren simultáneamente: el entrenador de gimnasia Lester Pratt ataca al ayudante del sheriff John LaPointe, exnovio de su prometida, y este lo asesina en defensa propia; Priest y el dueño del bar, Henry Beaufort, se matan en un tiroteo; Brian se suicida arrepentido de su papel en la muerte de Wilma y Nettie; y el Edil Danforth “Buster” Keeton, que malversó miles de dólares de los fondos públicos para apostar, ataca al sheriff adjunto Norris Ridgewick, antes de escapar a su casa y matar a su esposa Myrtle con un martillo. Finalmente, Buster es reclutado por Ace para unirse a él en su trabajo para Gaunt.
Con la violencia en Castle Rock aumentando rápidamente, Ace y Buster plantan los explosivos por toda la ciudad. Alan se propone matar a Ace, creyendo erróneamente que es el responsable de un accidente automovilístico que mató a su esposa e hijo. Polly se da cuenta de la maldad del amuleto que compró y lo destruye. Norris intenta suicidarse, al darse cuenta de que su broma a Priest motivó el tiroteo fatal, pero decide no hacerlo y va a la estación de policía para ayudar. Mientras las bombas explotan, Buster es herido por Norris y Ace lo saca de su miseria. Tomando a Polly como rehén, Ace exige que Alan le entregue el tesoro que supuestamente robó de uno de los sitios que Ace desenterró. Norris mata a Ace, dejando que Alan se enfrente a Gaunt.
Alan encara a Gaunt y lo hace huir no sin antes arrebatarle la maleta donde guarda las almas de sus clientes. Gaunt huye de la escena, su coche se convierte en una carreta tirada por caballos y los supervivientes se quedan pensando en su futuro incierto. La novela termina tal como inició, con una nueva y misteriosa tienda a punto de ser inaugurada por Gaunt en una pequeña ciudad, ahora en Iowa.

## Adaptación
En 1993, Fraser C. Heston dirigió una película basada en el libro con el mismo título e interpretada por Max Von Sydow y Ed Harris.